# 70式拳銃
70式拳銃（朝鮮語: 70 식 권총）は、1970年頃に朝鮮民主主義人民共和国（以下「北朝鮮」と表記）で開発された小型自動拳銃である。

## 開発
1960年代の朝鮮人民軍では、FN ブローニングM1900を国産化した64式拳銃と中華人民共和国から輸入した64式手槍という二種類の小型拳銃が使用されており、70式拳銃はこれらの更新を目的に据えた新型国産拳銃として開発された。

## 設計
70式拳銃は東西冷戦時期の東側諸国において多く見られるソ連製小火器のライセンス生産品ではなく、FN ブローニングM1910や64式手槍、ワルサーPPK、PMなど、複数の拳銃から機構や特徴を寄せ集め的に取り入れた独自の拳銃となっている。銃口付近の形状はPMに類似し、使用弾薬や全体的なサイズは64式手槍やPPKに準じているが、撃発方式は上記の拳銃とは異なりシングルアクションを採用している。
引き金の真上にはボタン式の安全装置が配されており、弾倉を抜いた状態でスライドを後方に若干ずらす形で保持し、この安全装置の部品を引き抜くことでフレームとスライドを容易に分離できる。
グリップパネルは黒い樹脂製のワンピースタイプであり、立体的な星型と光線のレリーフ、滑り止めの縦溝が配されている。また、マガジンキャッチボタンはグリップの底部に配置されているため、弾倉交換時の即応性はPPK等と比較して劣っている。
弾薬は64式拳銃と同じ.32ACP弾（7.65×17mm ブローニング弾）を使用するが、64式拳銃と同様に、銃本体には「7.62」と刻印されている。

## 運用
70式拳銃は朝鮮人民軍における警備要員や士官用として限られた範囲でのみ運用されており、他国への寄与ないし輸出は行われていないとされる一方で、士官用のみならず警察の一部で用いられているほか、国外への輸出事例もあるとする文献もある。このように本銃についての情報は錯綜しており、1983年にアメリカ国防情報局が作成した報告書の中では「Type 64 (New Type) pistol」という誤りと思われる表記が使用されている。
なお、2015年には出元不明の70式拳銃がアメリカ合衆国で実施された銃器オークションに出品されている。